# Bibio formosanus
Bibio formosanus är en tvåvingeart som beskrevs av Toyohi Okada 1938. Bibio formosanus ingår i släktet Bibio och familjen hårmyggor.
Artens utbredningsområde är Taiwan. Inga underarter finns listade i Catalogue of Life.